# 152830 Dinkinesh
152830 Dinkinesh (denumire provizorie 1999 VD57) este un asteroid binar din centura principală cu un diametru de aproximativ 790 m. A fost descoperit de căutarea Lincoln Near-Earth Asteroid Research (LINEAR) de la Socorro, New Mexico, pe 4 noiembrie 1999. Dinkinesh, numele împrumutat de la un cuvânt etiopian pentru fosila Lucy, a fost prima țintă de zbor apropiat a misiunii Lucy a NASA, care s-a apropiat la 425 km (264 mi) de asteroid pe 1 noiembrie 2023. În timpul zborului, nava spațială Lucy a descoperit că Dinkinesh are un satelit natural binar de contact, numit Selam, care are 220 m în diametru. Dinkinesh este cel mai mic asteroid din centura principală explorat până acum de către o navă spațială, deși au fost explorați și câțiva asteroizi mai mici din apropierea Pământului.

## Descoperire și istorie observațională
Dinkinesh a fost descoperit pe 4 noiembrie 1999 de sondajul ceresc Lincoln Near-Earth Asteroid Research (LINEAR) de la Socorro, New Mexico. Observațiile descoperirii au fost publicate de Minor Planet Center (MPC) pe 23 noiembrie 1999, iar asteroidului i s-a acordat denumirea provizorie de planetă minoră 1999 VD57, care descrie anul, luna și ordinea descoperirii sale în luna respectivă. Sondajele LINEAR și Spacewatch (Kitt Peak, Arizona) au continuat să-l observe pe Dinkinesh până pe 15 noiembrie 1999, după care asteroidul s-a pierdut și a rămas nerecunoscut timp de ani de zile.
Pe 19 aprilie 2004, Spacewatch l-a reobservat pe Dinkinesh ca un asteroid aparent nou, dar a atribuit greșit aceste observații celor ale altui asteroid neînrudit, 2004 GZ43, care a fost descoperit de aceeași căutare pe 12 aprilie 2004. Dinkinesh a fost reobservat ca un asteroid aparent nou pe 15 și 17 februarie 2007 de căutarea Near-Earth Asteroid Tracking (NEAT) al Observatorului Palomar din comitatul San Diego, California, care a determinat pe MPC să-i acorde lui Dinkinesh denumirea provizorie 2007 CB63 pe 25 februarie 2007. Gareth V. Williams, directorul asociat al MPC la acea vreme, a recunoscut că 1999 VD57 și 2007 CB63 erau același asteroid și a publicat legătura pe 2 martie 2007. Legătura dintre observațiile lui Dinkinesh din 1999 și 2007 a permis MPC să găsească observații suplimentare din 2001-2007, unde asteroidul a fost detectat anterior fără să se știe. Legătura și observațiile suplimentare au extins arcul de observație al lui Dinkinesh la peste 7 ani și au redus foarte mult incertitudinile orbitei sale. Acest lucru a permis MPC să-i dea lui Dinkinesh numărul de catalog permanent de planetă minoră 152830 pe 2 aprilie 2007. Observațiile LINEAR pre-descoperire ale lui Dinkinesh din 15 octombrie 1999 au fost ulterior identificate și publicate pe 19 august 2007, extinzând arcul de observație cu încă 5 ani.
Pe 3 martie 2007, MPC a stabilit că observațiile Spacewatch din 2004 cu Dinkinesh nu erau ale lui 2004 GZ43 și, prin urmare, a redenumit aceste observații ca 2004 HJ78. Cu toate acestea, MPC nu a recunoscut că 2004 HJ78 a fost Dinkinesh până când Gareth Williams a făcut legătura și a publicat-o la 9 februarie 2009.

## Nume
Dinkinesh este numele etiopian pentru fosila Lucy, după care este numită misiunea Lucy a NASA. Numele înseamnă „ești minunat” în limba amharică (ድንቅነሽ). „Din(i)k’i” înseamnă „minunat”  și „nesh” înseamnă „ești” în forma feminină a acestui pronume și verb.  Asteroidul a fost fără nume când a fost selectat pentru explorare de către sonda spațială Lucy, așa că echipa misiunii Lucy a propus numele Dinkinesh Grupului de lucru pentru Nomenclatura Corpurilor mici (WGSBN) al Uniunii Astronomice Internaționale, care a aprobat și a anunțat numele pe 6 februarie. 2023.

## Orbită
Dinkinesh orbitează Soarele în centura principală interioară de asteroizi pe o orbită eliptică cu o distanță medie de 2,19 unități astronomice (328 de milioane de km) și o perioadă orbitală de 3,24 ani. Cu o excentricitate orbitală de 0,112, Dinkinesh se apropie până la 1,95 UA de Soare la periheliu până la 2,44 UA la afeliu. Orbita asteroidului este înclinată cu 2,1° față de planul Sistemului Solar. Dinkinesh este, probabil, un membru al familiei Flora, un grup de asteroizi care au caracteristici orbitale similare cu asteroidul părinte al familiei 8 Flora.(p5)

## Explorare
Nava spațială Lucy a făcut un zbor al lui Dinkinesh de la o distanță de 425 km (264 mi) pe 1 noiembrie 2023 16:54 UTC. Zborul lui Lucy peste Dinkinesh a fost anunțat de NASA și echipa științifică Lucy pe 25 ianuarie 2023, la mai bine de un an după ce Lucy a fost lansat în octombrie 2021. Asteroidul a fost inițial trecut cu vederea ca o potențială țintă de zbor, deoarece era prea mic. A fost identificat în august 2022 de Raphael Marschall, colaboratorul misiunii Observatorului de la Nisa, care a investigat 500.000 de asteroizi pentru posibile zboruri apropiate cu nava spațială. Traiectoria originală a lui Lucy a luat-o la 64.000 km de Dinkinesh, dar o serie de manevre de corectare a traiectoriei planificate din mai până în septembrie 2023 i-au permis lui Lucy să se apropie mult mai mult.
Dinkinesh a fost primul și cel mai mic asteroid studiat de Lucy în timpul misiunii sale și este cel mai mic asteroid din centura principală explorat până acum de nave spațiale. Zborul peste Dinkinesh a servit pentru a testa capacitățile de urmărire autonomă ale lui Lucy înainte de a le aplica principalelor sale ținte științifice, troienii lui Jupiter. Lucy a făcut primele imagini cu Dinkinesh în perioada 3-5 septembrie 2023, când asteroidul se afla la 23 de milioane de km de nava spațială. Nava spațială a continuat să-l fotografieze pe Dinkinesh de la distanță pentru a-i ajuta navigația optică în zilele înainte de zbor. Deoarece Dinkinesh este foarte mic, Lucy nu a rezolvat detaliile de suprafață pe Dinkinesh până în ziua zborului. La cea mai mare apropiere, Lucy se mișca cu 4,5 km/s în raport cu Dinkinesh și era de așteptat să facă imagini cu o rezoluție de 2 metri/pixel ale asteroidului cu aparatul de fotografiere L'LORRI pancromatic, imagini color de 15 m/pixel făcute cu aparatul L'Ralph și spectre în infraroșu apropiat de 24 m/pixel și măsurători termice cu spectrometrul L'TES. După zbor, instrumentul L'LORRI al lui Lucy a continuat să-l observe pe Dinkinesh timp de patru zile pentru a măsura curba de lumină a asteroidului.

## Satelit
În timpul zborului, nava spațială Lucy a descoperit că Dinkinesh are un satelit natural de 220 m în diametru. Satelitul este numit Selam (denumirea completă Dinkinesh I Selam), după resturile fosile ale unei femele Hominin Australopithecus afarensis de trei ani (aceeași specie ca fosila Lucy) găsite în Dikika, Etiopia în 2000. (p5)Selam înseamnă „pace” în limba amharică (ሰላም) și a fost propus de Raphael Marschall. Numele a fost aprobat de WGSBN al Uniunii Astronomice Internaționale la 27 noiembrie 2023.(p5)
Împreună, Dinkinesh și Selam formează un sistem binar de asteroizi. Dinkinesh este al doilea asteroid binar din centura principală explorat de o sondă spațială, după 243 Ida de Galileo în 1993. Sistemul binar Dinkinesh seamănă cu sistemul binar de asteroizi din apropierea Pământului 65803 Didymos ca mărime și compoziție, dar diferă ca locație față de Soare, ceea ce le permite oamenilor de știință să compare natura asteroizilor binari în diferite medii. În săptămânile dinaintea zborului, sonda spațială Lucy a descoperit că luminozitatea lui Dinkinesh nu a variat așa cum era prezis, ceea ce a oferit primele indicii ale naturii binare a lui Dinkinesh. Imaginile cu Selam luate după zborul lui Lucy au dezvăluit că este un binar de contact cu doi lobi atașați unul de celălalt. În timp ce asteroizii binari de contact sunt obișnuiți în Sistemul Solar, Selam este primul exemplu cunoscut de satelit binar de contact al unui asteroid.

### Origine
Se așteaptă ca Selam să aibă o origine similară cu cea a sateliților de asteroizi „grămadă de moloz”, despre care se crede că au provenit din evenimentele de eliminare de masă ale corpului primar în trecut. Aceste evenimente de pierdere a masei au loc atunci când asteroidul se rotește suficient de repede încât materialul se acumulează de-a lungul ecuatorului și este aruncat pe orbită de forța centrifugă. Materialul arauncat formează un disc în jurul asteroidului, care în cele din urmă se formează într-un satelit. Reflexia neuniformă a luminii solare de pe suprafața unui asteroid, care se numește efectul Yarkovsky-O'Keefe-Radzievskii-Paddack (YORP), este responsabilă pentru accelerarea rotațională a asteroizilor până la punctul de pierdere a masei. În timpul unui eveniment de pierdere a masei, momentul cinetic al asteroidului este transferat materialului său aruncat, ceea ce încetinește viteza de rotație a asteroidului.
O posibilă explicație pentru originea naturii binare de contact a lui Selam este fisiunea rotațională prin efectul YORP. În acest scenariu, satelitul fisionat este împărțit în doi sateliți separați pe orbită în jurul lui Dinkinesh, făcându-l un sistem triplu de asteroizi. Acest sistem triplu de asteroizi este instabil din cauza perturbațiilor gravitaționale haotice dintre sateliți și în cele din urmă duce la ciocnirea unuia dintre sateliți fie cu asteroidul principal, fie cu celălalt satelit.(p170)Dacă coliziunea dintre doi sateliți are loc la viteze suficient de mici (mai puțin de 50 mm/s), impactul nu perturbă formele celor două corpuri și în schimb formează un sistem binar de contact.(p167)

## Caracteristici fizice

### Geologie
Suprafețele lui Dinkinesh și Selam sunt acoperite cu bolovani și cratere. Conturul formei lui Dinkinesh nu este neted, ceea ce sugerează că asteroidul este relativ vechi. Dinkinesh are o creastă ecuatorială, ceea ce sugerează că asteroidul a suferit pierderi de masă în trecut. Creasta ecuatorială a lui Dinkinesh are și o creastă secundară care se ramifică din ea. Forma lui Dinkinesh seamănă cu asteroizii din apropierea Pământului 101955 Bennu și 162173 Ryugu, despre care se știe că au structuri interioare de grămezi de moloz constând din roci și praf slab ținute împreună de gravitație. Din cauza acestei asemănări, se crede că Dinkinesh are cel mai probabil o structură de grămadă de moloz.
O creastă este prezentă și pe Selam, dar nu este orientată de-a lungul ecuatorului său. Motivul crestei nealiniate a lui Selam rămâne să fie determinat.

### Compoziția suprafeței

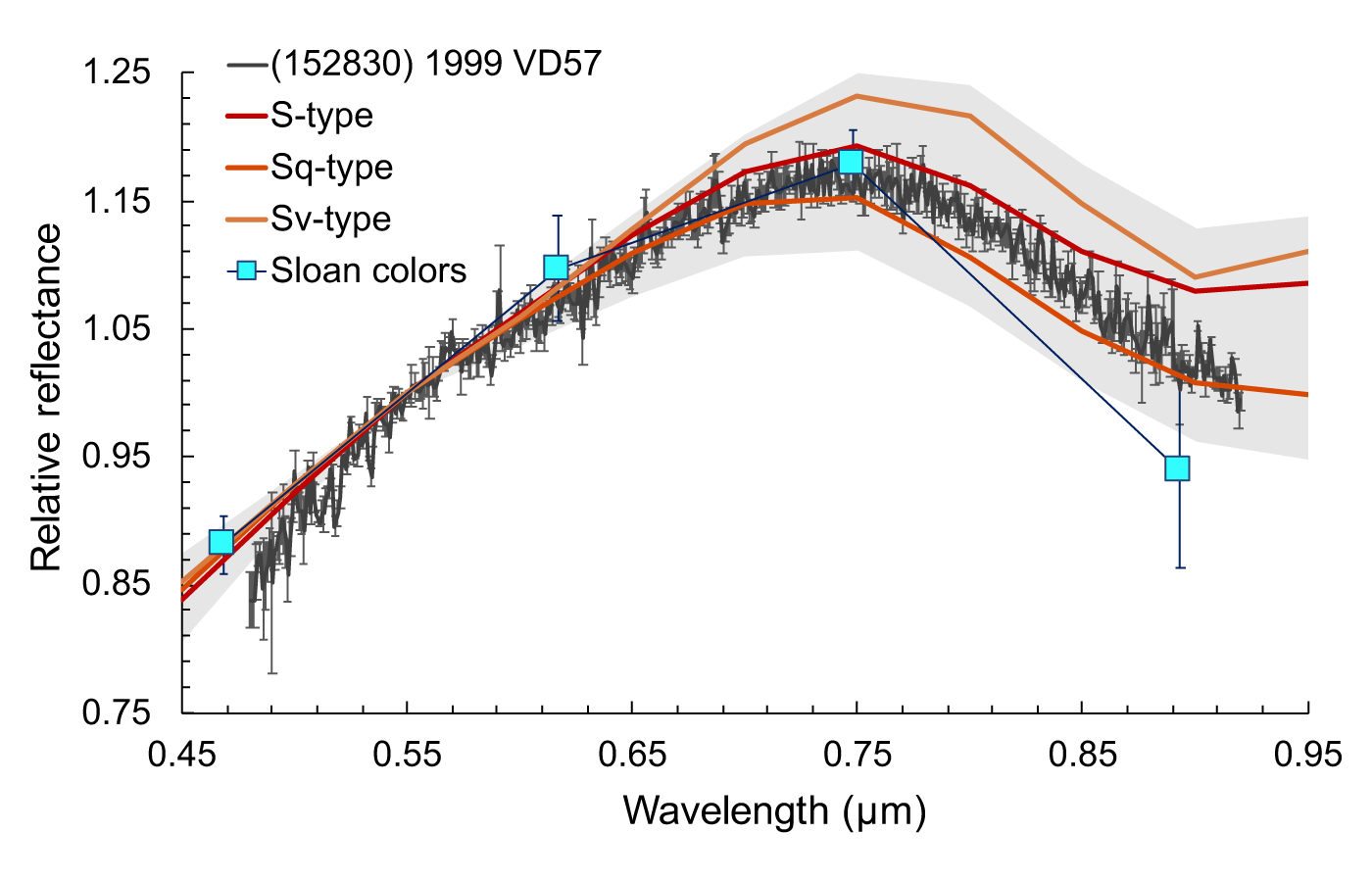
Spectrul în lumină vizibilă al lui Dinkinesh (gri) în comparație cu spectrele asteroizilor de tip S-, Sq- și Sv (roșu, portocaliu și, respectiv, galben)

Spectroscopia în lumină vizibilă a lui Dinkinesh făcută de către două echipe independente de cercetători în noiembrie-decembrie 2022 a arătat că este un asteroid de tip S, ceea ce înseamnă că este compus în principal din silicați și cantități mici de metal.(p1) Datele spectrale obținute de la telescopul Keck I de 10 metri de la Mauna Kea, Hawaii indică faptul că Dinkinesh aparține subclasei Sq de asteroizi de tip S deoarece prezintă bandă de absorbție spectrală de1 μm de olivină și piroxen care se observă în mod caracteristic la asteroizii de tip Q.(pp4, 6)Pe de altă parte, datele spectrale de la telescopul Gemini South de 8,1 metri de la Cerro Pachón, Chile, au arătat că spectrul lui Dinkinesh seamănă mai mult cu un asteroid standard de tip S cu o bandă de 1 μm mai puțin adâncă. Această diferență între cele două spectre măsurate pentru Dinkinesh poate fi cauzată fie de artefacte observaționale, fie de variații de compoziție pe suprafața lui Dinkinesh în timp ce acesta se rotește. Dacă cea de-a doua posibilitate este adevărată, atunci variația benzii de 1 μm a lui Dinkinesh ar indica faptul că există material meteoric care este distribuit neuniform pe suprafața sa, probabil din cauza impacturilor și topografiei suprafeței.

### Rotație și curbă de lumină
Dinkinesh se rotește la fiecare 3,7387 ± 0,0013 h. Pe măsură ce Dinkinesh se rotește, luminozitatea sa de pe Pământ fluctuează datorită formei sale nesferice, care poate fi dedusă din amplitudinea curbei de lumină rotațională a asteroidului. Primele observații fotometrice ale curbei de lumină rotațională a lui Dinkinesh au fost încercate cu telescopul IAC-80 de 0,8 m al Observatorului Teide din Tenerife, Spania, în noiembrie 2022, dar nu l-a observat pe Dinkinesh suficient de mult pentru a face descoperiri concludente.(p4)Observații fotometrice mai lungi ale lui Dinkinesh au fost făcute cu telescopul de 1,23 m al Observatorului Calar Alto de la Almería, Spania, în perioada noiembrie 2022-februarie 2023, care a descoperit că Dinkinesh se rotește lent și are o amplitudine a curbei de lumină de 0,39 ± 0,02 magnitudini.(p1)

### Diametru și albedo
Imaginile de la Lucy cu Dinkinesh arată că măsoară aproximativ 790 m de-a lungul ecuatorului său. Acest lucru este în acord cu estimările anterioare ale diametrului din magnitudinea absolută măsurată și albedo-ul mediu pentru un asteroid de tip S. Reprocesarea observațiilor arhivale ale emisiilor termice în infraroșu de către Wide-field Infrared Survey Explorer (WISE) din martie 2010 oferă un rezultat consistent.